# Mikołaj Tęczyński
Mikołaj Tęczyński z Morawicy herbu Topór (ur. ok. 1465, zm. 26 października 1497) – polski szlachcic, miecznik krakowski 1490, wojewoda bełski (1495–1496), wojewoda ruski, starosta generalny ruski w 1497 roku.
Mikołaj Tęczyński zginął na Bukowinie wraz ze swoim bratem Gabrielem w czasie wyprawy Jana Olbrachta (w bitwie pod Koźminem lub podczas odwrotu).

## Rodzina
Syn Jana z Tęczyna, kasztelana krakowskiego, i Barbary, córki Zbigniewa z Brzezia, marszałka wielkiego koronnego, protoplasty Lanckorońskich herbu Zadora.
Mikołaj Tęczyński był bratem:
- Andrzeja, kasztelana małogoskiego, sądeckiego, wojnickiego;
- Zbigniewa, starosty malborskiego i lwowskiego;
- Stanisława, podkomorzego chełmskiego i wojewody bełskiego;
- Sędziwoja, sekretarza królewskiego i rektora Akademii Krakowskiej;
- Gabriela;
- Barbary, żony Jakuba Koniecpolskiego, kasztelana przemyskiego;
- Beaty, żony Jana Odrowąża ze Sprowy, wojewody ruskiego i podolskiego.

Ożenił się w 1484 r. z Aleksandrą  z Chożowa (Olechną Sudymuntówną), córką Olechny Sudymuntowicza, wojewody wileńskiego. Miał pięcioro dzieci:
- Anna (zm. po 1523), żona Mikołaja Szydłowieckiego, kasztelana radomskiego i podskarbiego wielkiego koronnego;
- Jan (1492–1541), miecznik krakowski i podkomorzy chełmski 1515, kasztelan chełmski 1525, wojewoda bełski 1528, podolski 1533, ruski 1536, sandomierski 1537, starosta bełski, chełmski, krasnostawski, ratneński, mąż Katarzyny Łaskiej, córki Jarosława;
- Stanisław (zm. między 1521 a 1527); dworzanin królewski, starosta lubomelski
- Jadwiga (zm. między 1549 a 1560), żona Adama Kurozwęckiego, starosty brzeźnickiego, a następnie Piotra Opalińskiego, kasztelana gnieźnieńskiego;
- Barbara (ok. 1490–1521), żona Jana Amora Tarnowskiego, kasztelana krakowskiego i hetmana wielkiego koronnego.

## Majątek ziemski
Mikołaj Tęczyński dostał po ojcu:
- klucz kozubowski (4 wsie: Kozubów, Sadek, Zagórzyce i Łysobark) w powiecie wiślickim;
- klucz przyłęcki – 3 wsie (Przyłęk, Mierzawa, Pokrzywnica) w powiecie księskim;
- wsie Putniowice, Bużeniec i Jarosławiec w ziemi chełmskiej;
- część, a później całość tenuty koszyckiej (1 miasto i 2 wsie);
- dobra kryłowskie (zamek i 20 wsi) na Rusi.

Aleksandra (Olechna) z Chożowa wniosła mu w posagu dobra siemiatyckie (1 miasto i 6 wsi) w ziemi mielnickiej na Podlasiu. Po bracie Stanisławie odziedziczył w 1484 r. dobra szychowicko-terebińskie oraz tenuty lubomelską (miasto i 16 wsi) i wołświńską (1 wieś). Ponadto nabył od Płazów wieś Brzoskwinia w powiecie księskim, a od córek brata Stanisława Chrząstowice w księstwie zatorskim, połowę Olszowego Młyna na Rudawie i połowę kamienicy w Krakowie. W sumie dobra Tęczyńskiego obejmowały 2 zamki (Kryłów i Terebiń), 3 miasta (Siemiatycze, Koszyce, Luboml) oraz 63 wsie.